# Federico de Anhalt-Bernburg-Schaumburg-Hoym
Federico de Anhalt-Bernburg-Schaumburg-Hoym (Schaumburg, 29 de noviembre de 1741 - Homburg vor der Höhe, 24 de diciembre de 1812) fue un príncipe alemán de la Casa de Ascania de la rama de Anhalt-Bernburg y el último gobernante del principado de Anhalt-Bernburg-Schaumburg-Hoym. 
Era el quinto hijo varón (aunque el cuarto superviviente) del Príncipe Víctor I de Anhalt-Bernburg-Schaumburg-Hoym, aunque el primer hijo de su segunda esposa, la Condesa Eduviges Sofía Henckel de Donnersmarck.

## Biografía
Después de la muerte de su padre en 1772, Federico y sus hermanos fueron excluidos del gobierno del Anhalt-Bernburg-Schaumburg-Hoym por su hermano mayor, el Príncipe Carlos Luis, hasta su muerte en 1806.
En el momento de la muerte de Carlos Luis, Federico era su único hermano superviviente y reclamó el gobierno a su sobrino, el Príncipe Víctor II. Federico proclamó que la primogenitura nunca había estado formalmente instalada en Anhalt-Bernburg-Schaumburg-Hoym y, de acuerdo con las leyes tradicionales de la Casa de Ascania, tenía el derecho a compartir el gobierno con Víctor II. La disputa terminó con la muerte de Víctor II sin herederos varones el 22 de abril de 1812, que dejó a Federico como el único agnado en vida de la rama dinástica y, en consecuencia, heredero del principado.

### Reinado
El reinado de Federico duró solo ocho meses hasta su muerte. Debido a que nunca contrajo matrimonio ni tuvo hijos, la línea de Anhalt-Bernburg-Schaumburg-Hoym se extinguió tras él.

### Sucesión
Su pariente Alexis, Duque de Anhalt-Bernburg heredó Hoym y los otros territorios obtenidos de la rama principal de Anhalt-Bernburg en 1718 cuando fue creada la línea; sin embargo, los Condados de Holzappel y Schaumburg fueron heredados por la mayor de sus sobrinas, Herminia, por matrimonio Archiduquesa de Austria, como sénior heredera de Isabel Carlota Melander, quien por tratado en 1690 dio sus condados como dote a su hija menor, la Princesa Carlota de Nassau-Dillenburg, entonces desposada al Príncipe Lebrecht de Anhalt-Zeitz-Hoym. El hijo de Herminia, el Archiduque Esteban de Austria, Palatino de Hungría, finalmente heredó los Condados.